# Brackel (rheinländisch-westfälisches Adelsgeschlecht)

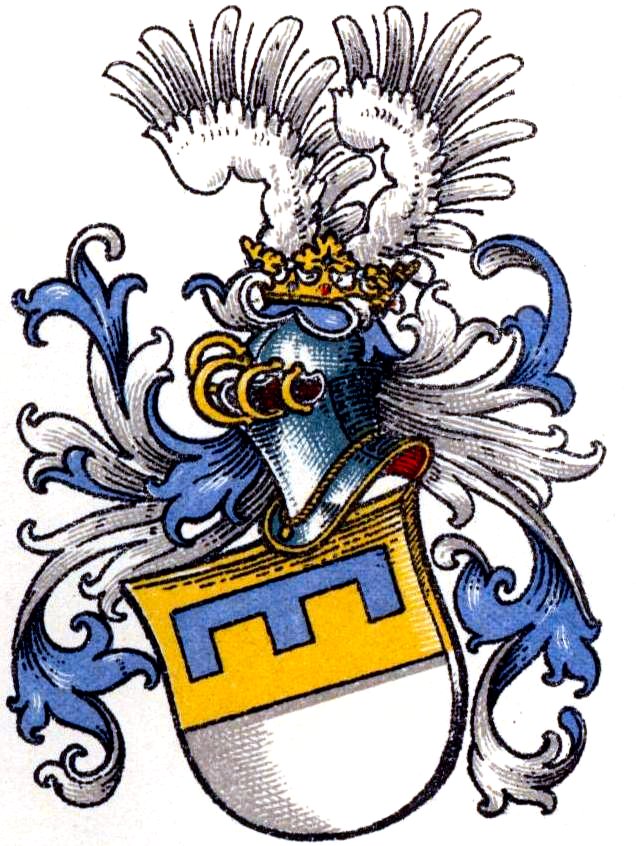
Wappen derer von Brackel

Die Herren von Brackel (auch: Brachel) sind ein rheinländisch-westfälisches Adelsgeschlecht.
Die Familie ist von den deutsch-baltischen Herren von Brackel, den baltisch-deutschen Herren von Brackel und den Edelherren von Brakel nach Brakel im Kreis Höxter zu unterscheiden.

## Geschichte
Das Geschlecht stammt ursprünglich aus dem Dorf Brachelen bei Jülich am Niederrhein und kam durch Heirat an Welda bei Warburg. Ein Ritter Edmund von Brackeln kommt bereits 1218 vor. Das Geschlecht wurde von Preußen am 18. November 1845 als Freiherren anerkannt.
Im Jülichschen besaß es u. a. Haus Busch (Wevelinghoven), Hattorf und Tetz.
Der westfälische Zweig zu Welda wurde von Georg von Brakel durch Einheirat in die Adelsfamilie derer von Haxthausen begründet. Aus diesem Familienzweig stammen beispielsweise die Autorin Ferdinande von Brackel und deren Brüder, der Publizist Otto von Brackel und der Landrat Hugo von Brackel. Ein Freiherr Georg von Brackel war 1806 Domherr zu Hildesheim. Dessen genaue Herkunft ist unbekannt. Anfang der 1930er Jahre verließen die von Brackel zu Welda ihren Stammsitz in Welda bei Warburg. Einige Nachfahren, die u. a. das Familienarchiv besitzen, sind im Warburger bzw. Paderborner Raum ansässig.

## Namensträger (Auswahl)
- Ferdinande von Brackel (1835–1905), Autorin
- Franz Ferdinand von Brackel (1790–1873), Abgeordneter im westfälischen Provinziallandtag, Vater von Ferdinande
- Otto von Brackel (1830–1908), Publizist in Mexiko, Mexikoexperte in Deutschland
- Hugo von Brackel (1834–1907), ehemaliger Landrat in Paderborn
- Georg von Brackel (Domherr) war um 1806 Domherr in Hildesheim
- Georg von Brackel (1828–1883), Abgeordneter im westfälischen Provinziallandtag

## Wappen
Blasonierung: Gold über Silber geteilt, oben ein dreilatziger, blauer Turnierkragen. Auf dem gekrönten Helm ein silberner Flug. Die Helmdecken sind blau-silber.
In Siebmachers Wappenbuch wird der Flug abweichend als blau beschrieben und dargestellt:

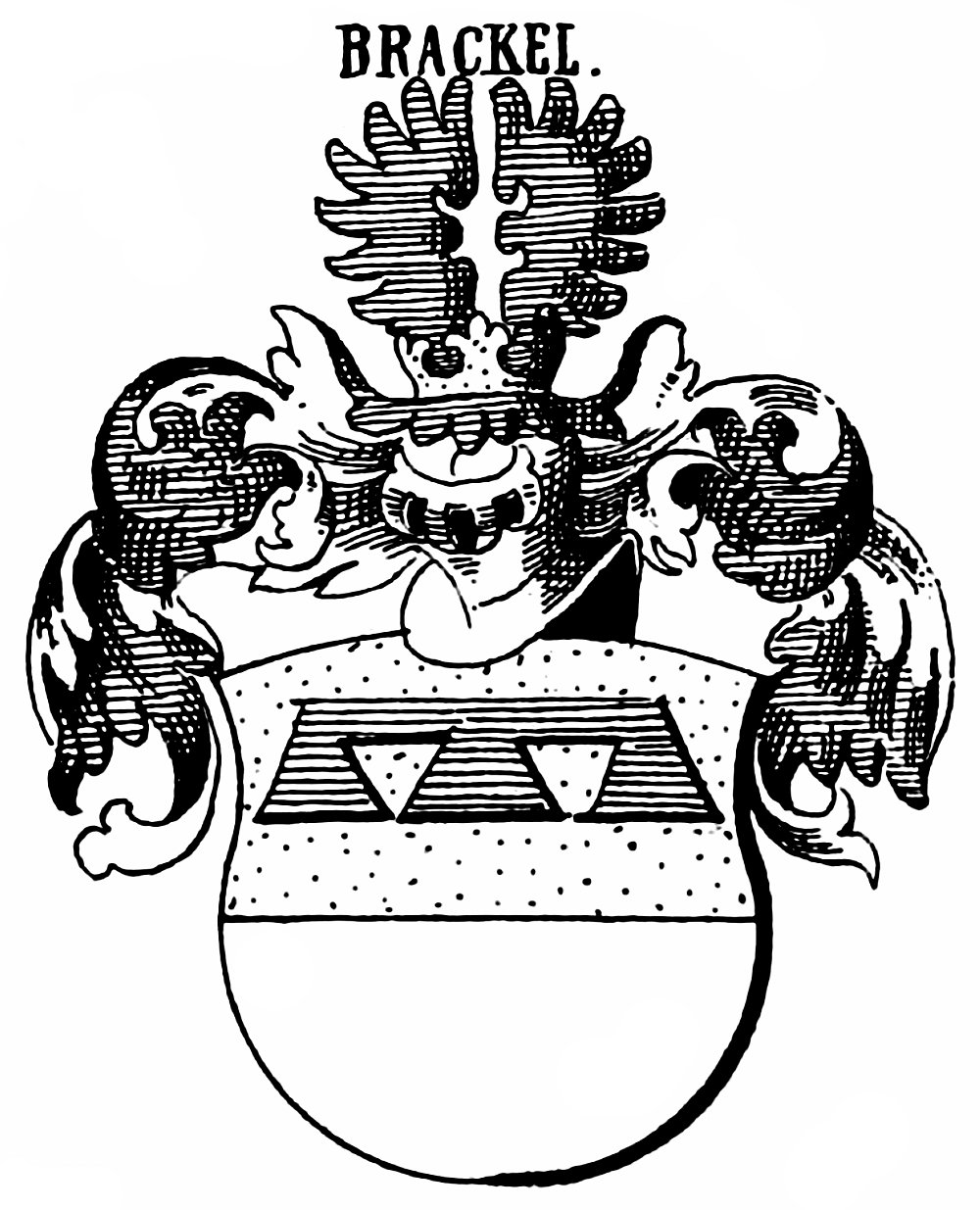
Wappen derer von Brackel

## Namensbedeutung
Der Name Brackel oder Brakel wird vom mittelniederdeutschen Wort brake abgeleitet, welches ein Gerät, mit dem man Flachs bricht, oder ein neu gepflügtes Land bezeichnet.